# Ларионовы
Ларионовы — древний русский дворянский род.
При подаче документов (1686) для внесения рода в Бархатную книгу, была предоставлена родословная роспись Ларионовых.
Род внесён в VI часть родословной книги Московской и Костромской губерний Российской империи.
Существуют ещё два дворянских рода Ларионовых, восходящих к XVIII веку и внесённых в VI, II и III части ДРК Калужской губернии России.
Остальные двадцать восемь родов этой фамилии более позднего происхождения.

## История рода
Род показан выехавшим из Польши и жалованы поместьями (1495). Родоначальник Христофор Ларионов — дворецкий князя Верейского и от него пошла фамилия. Его сын Филипп Христофорович, по прозванию Пестрик, участвовал в походе Иоанна III на Великий Новгород. Василий Фёдорович погиб в Казанском походе в бою с черемисами (1552), его имя записано в синодик московского Успенского собора на вечное поминовение. По опричнине казнены по делу о заговоре в земщине Иван и Иван Меньшик Ларионовы (1568), их имена записаны в синодик опальных. Иван Васильевич при Иване Грозном, послан в Турцию. Опричник Ивана Грозного Ларионов Иван (1573). Семён Васильевич при Алексее Михайловиче судья на земском дворе. Его сыновья: Прокофий воевода в Суздале, а Иван — думный дворянин (1690). В XVII веке многие Ларионовы служили стольниками и дворянами московскими.

## Описание гербов

#### Герб. Часть III. № 32.
Герб дворян Ларионовых: щит разделен горизонтально на две части, из них в верхней части, в правом красном поле, изображена золотая луна, рогами обращенная в левую сторону, в левом голубом поле, изображена серебряная звезда (изм. польский герб Лелива). В нижней части, в серебряном поле, стрела, летящая перпендикулярно вверх (польский герб Азулевич).
На щите дворянский коронованный шлем. Нашлемник: три страусовых пера. Намёт на щите голубой и красный, подложенный золотом. Щитодержатели: два льва с загнутыми хвостами.

#### Герб. Часть XVII. № 54.
Герб капитана Константина Ларионова: в серебряном щите, чёрный диагонально положенный якорь вправо. В красной главе щита золотые телеграфные молнии. Над щитом дворянский коронованный шлем. Нашлемник — встающий золотой коронованный лев с красными глазами и языком. Намёт справа чёрный с серебром, слева красный с золотом. Девиз «ИСПОЛНЕНИЕМ ДОЛГА» чёрными буквами на серебряной ленте.

#### Герб. Часть XVII. № 112.
Герб капитана 2-го ранга Василия Ларионова: в лазоревом щите золотой геральдический крест, обремененный в столб чёрным мечом и сопровождаемый в углах четырьмя серебряными дельфинами с красными глазами и языками. Щит увенчан дворянским коронованным шлемом. Нашлемник — пять страусовых перьев: среднее и крайние — золотые, второе и четвёртой — голубые. Намёт голубой с золотом.

#### Дипломы Ларионовых от 25.11.1751 г.
1) Герб лейб-компанца Василия Ларионова, происходившего из крестьян Новгородского уезда, служил (с 1732), в гвардии (с 1736), († 11 апреля 1754): щит разделен вертикальной чертой на две равные части. В правой части, в чёрном поле, золотое стропило с тремя на нем горящими гранатами. Над стропилом две, под стропилом одна серебряные пятиугольные звезды. В левой части, в зелёном поле, три золотых снопа.
2) Герб лейб-компанца Никифора Ларионова, происходившего из крестьян Владимирского уезда, служил (с 1724), в гвардии (с 1728): щит разделен вертикальной чертой на две равные части. В правой части, в чёрном поле, золотое стропило с тремя горящими гранатами. Над стропилом две, под стропилом одна серебряные пятиугольные звезды. В левой части, в зелёном поле усеянное золотыми хлебными колосьями.

## Известные представители
- Ларионов Василий — воевода в Яренске (1609).
- Ларионов Григорий — подьячий (1627—1629), дьяк (1629—1636), московский дворянин (1640), посол в Голландию (1651).
- Ларионов Василий Яковлевич — дьяк (1627—1640), воевода на Двине (1613—1616), Вологде (1626), Ярославле (1629—1630), Вологде (1632).
- Ларионов Михаил Васильевич — стряпчий с платьем (1627—1636), московский дворянин (1640).
- Ларионов Иван — дьяк (1629—1658), воевода на Двине (1629—1632) (два раза), Пскове (1632—1634), Казани (1643—1647), на Двине (1652—1656) (два раза).
- Ларионов Филипп — дьяк (1627—1636), воевода в Свияжске (1636), постригся (1637).
- Ларионовы: Иван Большой и Меньшой Васильевичи — московские дворяне (1636—1677).
- Ларионов Семён Васильевич — воевода в Мангазее (1656), московский дворянин (1658—1668).
- Ларионов Дмитрий Филиппович — московский дворянин (1658).
- Ларионов Прокофий Семёнович — стряпчий (1658—1676), стольник (1678), воевода в Суздале (1677—1679).
- Ларионовы: Пётр, Гаврила и Иван Ивановичи — стряпчие (1678—1692).
- Ларионов Яков Иванович — стряпчий (1679), московский дворянин (1681), стольник (1686—1692).
- Ларионов Прокофий Прокофьевич — стольник царицы Прасковьи Фёдоровны (1686—1692).
- Ларионов Пётр Прокофьевич — стряпчий (1680), стольник (1687—1692).
- Ларионовы: Фёдор Иванович, Лаврентий Воинович, Богдан Ульянович, Иван Дмитриевич — московские дворяне (1692).
- Ларионовы: Семён Иванович, Семён Прокофьевич, Лука Лаврентьевич — стольники (1689—1692).
- Ларионов Иван Семёнович — стряпчий (1676), стольник (1676—1686), думный дворянин (1688—1692), воевода в Симбирске (1694), Азове (1697—1699)[15][16].
- Ларионов Михаил Никитич (1829) - купец 1 гильдии, село Волчья Бурла
- Ларионов Федор Михайлович (1872)- купец 1 гильдии, село Волчья Бурла
- Ларионова Екатерина Федоровна (1901) после замужества фамилия Паньшина, была репрессирована  5 мая 1930г